# Chicken Noodle Soup
"Chicken Noodle Soup" é uma canção do rapper sul-coreano J-Hope membro do grupo BTS com a cantora americana Becky G. Foi lançada pela Big Hit Entertainment em 27 de setembro de 2019. A música mostra a música do DJ americano American Webstar e do rapper Young B, "Chicken Noodle Soup", com a voz do Harlem do álbum da Webstar, Webstar Presents: Caught in the Web (2006).

## Antecedentes
J-Hope e Becky G se conheceram no Billboard Music Awards de 2019 em maio, com J-Hope dizendo anteriormente que gostaria de colaborar com ela.

## Vídeo musical
O vídeo clipe foi lançado em 27 de setembro de 2019. O vídeo mostra J-Hope num estacionamento abandonado, onde carros fazem manobras ao redor dos dançarinos.

## Desempenho nas tabelas musicais
| Tabela musical (2019)                     | Melhor posição |
| ----------------------------------------- | -------------- |
| Argentina (Argentina Hot 100)             | 63             |
| Austrália (ARIA)                          | 27             |
| Canadá (Canadian Hot 100)                 | 55             |
| Escócia (Scottish Singles Chart)          | 19             |
| Dinamarca (Billboard)                     | 8              |
| Estados Unidos (Billboard 100)            | 81             |
| Estados Unidos (World Digital Songs)      | 1              |
| Europa (Billboard)                        | 13             |
| Finlândia (Billboard)                     | 1              |
| França (SNEP)                             | 8              |
| Grécia (IFPI)                             | 53             |
| Hungria (Single Top 40)                   | 21             |
| Irlanda (Irish Recorded Music Association | 80             |
| Lituânia (AGATA)                          | 60             |
| Noruega (Billboard)                       | 5              |
| Nova Zelândia (RMNZ)                      | 13             |
| Portugal (Billboard)                      | 6              |
| Reino Unido (UK Singles Chart)            | 80             |
| Rússia (Tophit)                           | 54             |
| Suécia (Billboard)                        | 2              |

## Histórico de lançamento
| Região | Data                   | Formato                    | Gravadora | Ref.   |
| ------ | ---------------------- | -------------------------- | --------- | ------ |
| Mundo  | 27 de setembro de 2019 | Download digital streaming | Big Hit   | [ 29 ] |